# Lasiospesis melanota
Lasiospesis melanota är en tvåvingeart som först beskrevs av Jacques-Marie-Frangile Bigot 1926.  Lasiospesis melanota ingår i släktet Lasiospesis och familjen svängflugor.
Artens utbredningsområde är Etiopien. Inga underarter finns listade i Catalogue of Life.